# أفيفا مونجيلو
أفيفا كيارا مونجيلو (بالإنجليزية: Aviva Chiara Mongillo)‏ (ولدت في 6 فبراير 1998)، المعروفة أيضا باسم كاريس، هي ممثلة ومغنية كندية. بحيث أصدرت أغنية الأميرات لا تبكي و وصلت إلى أكثر من مليون مشاهدة على الإنترنت و بعدها أصدرت إي بي إلى أي شخص مثلي في 2 أكتوبر 2020، من خلال وارنر ززميوزيك كندا.

## حياتها المبكرة
ولدت أفيفا كيارا مونجيلو  في 6 فبراير 1998 في ماركام، الكندية.  و ولدت لدى عائلة إيطالية، و كانت كاريس تدعم أحلامها دائما.  في سن السابعة، إلتحقت بفصول التمثيل، تليها دروس في الصوت وفصول الغيتار، و إلتحقت كاريس بمدرسة أونيوفيل الثانوية، وواصلت تعليمها أثناء الظهور في الكواليس.  و عانت مونجيلو من قلق اجتماعي منذ طفولتها. 

## وصلات خارجية
- أفيفا مونجيلو في قاعدة بيانات الأفلام على الإنترنت